# アエティウス

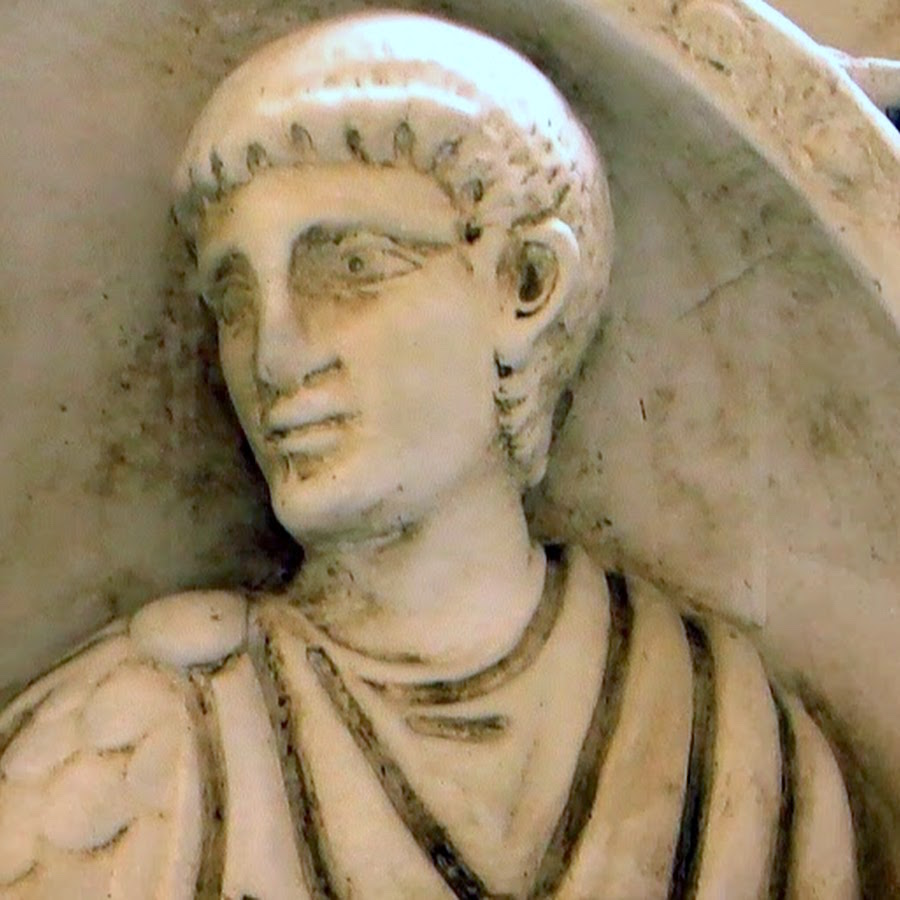
アエティウス

フラウィウス・アエティウス（ラテン語: Flavius Aetius, 391年頃 - 454年9月21日）は、西ローマ帝国の将軍。
幼少期はフン族の人質として過ごし、アッティラとも親交があったといわれる 。425年にガリアでの軍指揮権を獲得すると蛮族との戦いで徐々に頭角を現して西ローマ帝国の実権を握るようになり、434年にはパトリキの称号と西ローマ帝国全軍司令官の地位を得た。451年にカタラウヌムの戦いにおいてアッティラ率いるフン族を撃退した。454年、アエティウスの功績に危機感を持った皇帝ウァレンティニアヌス3世によって暗殺された。翌年、皇帝自身もアエティウスの元部下によって暗殺されている。
彼のライバルだったボニファティウス (en) とともに、アエティウスは「最後のローマ人 (en) 」としばしば呼ばれている。歴史家エドワード・ギボンはカタラウヌムでの勝利をもって「蛮族にとっての恐怖でありローマにとっての守護者として称えられた男」と評した。

## 生涯

### 家族
アエティウスは391年頃にモエシア属州のドゥロストルム（現在のブルガリアのシリストラ (en) ）で生まれた。彼の父はスキタイ出身のローマ軍人フラウィウス・ガウデンティウス (en) であり、母アウレリアはイタリア系の裕福な貴族階級の女性だった。425年以前にアエティウスはカルピリオ（Carpilio）の娘と結婚し、息子をもうけ義父と同じカルピリオと名付けた。後に彼はボニファティウス (en) の未亡人ペラギア（Pelagia）と結婚して息子ガウデンティウス (en) をもうけている。また、アエティウスの横死後に皇帝ウァレンティニアヌス3世へ復讐を行ったトラウスティラ（Thraustila）の妻がアエティウスの娘だった可能性がある。アエティウスの親族と子孫はこれらの記録以外無く、孫以下の世代は確認が取れない。

### 前半生、ヨハンネス帝臣下時代と最初のガリアでの戦役
少年期のアエティウスは宮廷に仕え、近衛隊（tribuni praetoriani partis militaris）へ入隊した。405年から408年の間、彼は西ゴート王アラリック1世の王宮へ人質として送られた。408年、アラリックはアエティウスを再び人質として戻すよう要求したが、アエティウスはフン王の元へ送られることになり、アラリックの要求は拒否されている。ギボンやその他の歴史学者は、西ゴート族やフン族の様な好戦的な部族に教育されたアエティウスは当時のローマに欠けていた軍事的な活力を与えられたと指摘している。
423年、西ローマ皇帝ホノリウスが崩御した。西方で最も影響力を有していたカスティノス (en) は第一書記のヨハンネス (en) を後継皇帝に選んだ。
ヨハンネスは西ローマ帝国の出身者で、西ローマ帝国で疎まれていたテオドシウスの血も引いていなかったので、西ローマ帝国では人気のある皇帝となった。カイサレイアのプロコピオスは彼を「優しさと寛大さと恩恵とを兼ね備えた皇帝」と称賛した。ヨハンネスは伝統に従い東ローマ皇帝へ承認を求める使者を遣わしたが、東ローマ皇帝テオドシウス2世は幼い従弟のウァレンティニアヌス3世（ホノリウスの甥でもある）を西ローマ皇帝に擁立すべく、アスパル率いる遠征軍を組織させた。アエティウスは西ローマ皇帝ヨハンネスに宮殿監督（cura palatii）として仕え、ヨハンネスによってフン族へ助けを求めるべく派遣された。強力な軍隊を持たないヨハンネスは首都ラヴェンナに籠城したが、425年6月または7月に落城して他の大臣たちとともに捕らえられ、殺害された。それから程なくしてフン族の大軍とともにイタリアへ帰還したアエティウスは西方の権力がウァレンティニアヌス帝と母后ガッラ・プラキディアに握られていることを知った。アスパルとの戦闘の後にアエティウスはガッラ・プラキディアとの和解した。彼はフン族を帰還させてガリア軍司令官（comes et magister militum per Gallias）の地位を得た。
同年または翌426年、アエティウスはアレラーテ（現在のアルル）を包囲していた西ゴート族を撃破し、アクイタニアへ帰還させた。428年、彼はフランク族を打ち破り、占領されていたライン川沿いの領土の幾分かを回復した。429年に彼はマギステル・ミリトゥム（軍司令官）に昇進した。ガッラ・プラキディアの支持者であり当時最も影響力があったパトリキ・フラウィウス・フェリックス (en) （380年生誕。428年のコンスル。父は395年のプロコンスルを務めたエンノディウス（355年 - 395年以降））がマギステル・ミリトゥムの長官であったので、アエティウスは二人の副官のうちの一人であったとされる。だが、430年5月、アエティウスは自分を陥れようとしたとフェリックスを非難して、彼とその妻パドゥシア（383年頃または385年頃生誕）を殺害した。
フェリックスが死ぬと、アエティウスは、パトリキの称号を有してはいなかったが、マギステル・ミリトゥムの中での最有力者となった。同年、彼はラエティアでユートゥンゲン族 (en) を破り、アレラーテ近くで西ゴート族を撃破して指導者のアナオルスス（Anaolsus）を捕らえた。431年にノリクムでノリ族（Nori）に勝利した後にガリアへ帰還すると、スエビ族からの攻撃を訴えていたアクアエ・フラウィアエ (en) 司教ヒュダティウス (en) を迎え入れた。432年、アエティウスは再びフランク族を打ち負かして彼らとの和平を成立させると、ヒュダティウスをイベリアへ送り帰した。

### ボニファティウスとの対立
ローマを守るためにガリアで戦っている間、アエティウスは宮廷の権力者との闘争と云うもう一つの舞台でも戦っていた。425年以降、アエティウスはフラウィウス・フェリックス指揮下の二人の有力将軍の一人であり、もう一人はボニファティウス (en) だった。二人の対立は年々高まっていった。ボニファティウスはアフリカ伯（コメス (en) ）としてアフリカ管区 (en) を統治していたが、背反の噂が流れて母后ガッラ・プラキディアの猜疑を受け召還命令を受けた。これはアエティウスの策謀によるものであったとされる。ボニファティウスはこれに応じず427年にアフリカで反乱を起こした。ボニファティウスはイベリア半島のヴァンダル族に兵力提供を要請したが、ヴァンダル族は部族を挙げてジブラルタル海峡を渡った。これに脅威を感じたボニファティウスはヴァンダル族を討伐しようとするが苦戦する。430年にボニファティウスは母后プラキディアと和解し、アフリカを捨ててイタリアへ帰還した
430年5月にフェリックスが死去すると権力闘争はアエティウスとボニファティウスの二人の主役に絞られた。432年、アエティウスは執政官となり、母后プラキディアによってイタリアへ召還されたボニファティウスは（おそらくはガリア軍司令官のアエティウスとの対抗勢力として）パトリキの地位を与えられた。プラキディアが自分を排除しようとしていると信じたアエティウスはボニファティウスを攻撃すべく進軍してリミニで会戦した。ボニファティウスが勝利したが、彼は重傷を負い数ヵ月後に死去した。
セバスティアヌス (en) が後継者となりマギステル・ミリトゥムの称号を引き継いだ。アエティウスは私有地に退いたがセバスティアヌスによって暗殺が企てられたため、ローマへ逃れ、次いでダルマチアとパンノニアを経て彼の友人であるフン族の元へ逃れた。
433年、アエティウスはフン王ルーアと軍事力提供の見返りにパンノニアの支配を認める取引を行い、フン族の助けを受けてアエティウスはイタリアへ帰還した。アエティウスは権力の座に復帰し、マギステル・ミリトゥム（magister utriusque militiae）の称号を受け（セバスティアヌスはコンスタンティノープルへ亡命した）、さらにボニファティウスの私有地を手に入れて、彼の未亡人のペラギアと結婚した。

### ブルグント族、バガウダエ、西ゴート族との戦役
433年から450年の期間、アエティウスは西ローマ帝国における最有力人物となった。続く435年9月5日にはパトリキの称号を受け、母后ガッラ・プラキディアと未だ若年の皇帝ウァレンティニアヌス3世の「守護者」の役割を演じている。同時に彼はガリアへの専念を継続していた。436年、ブルグント王グンダハールはアエティウスに敗れて和平を受け入れさせられたが。翌年、さらにアエティウスはブルグント族を撃滅するためにフン族を送りこんだ。2万人のブルグント族が虐殺されたといわれる。この事件は後にドイツの英雄叙事詩ニーベルンゲンの歌の元となった。同年、アエティススはおそらくリトリウス(fr)とともにアルモリカ（ブルターニュ半島周辺）でバガウダエ (en) （ガリアの農民反乱軍）の鎮圧にあたっている。
437年にアエティウスは二度目の執政官に就任した。またウァレンティニアヌス3世が、東ローマ皇女リキニア・エウドクシアがコンスタンティノープルで結婚し、アエティウスが出席したであろうこの婚儀が親政開始の印となった。続く2年間はスエビ族そして西ゴート族との戦争に費やされ、438年にアエティウスは大規模な戦闘で勝利した。だが、439年に西ゴート族はフン族傭兵を率いたリトリウスを撃破して彼を殺害し、アエティウスは復讐戦を挑むが結局和平が結ばれた。イタリアへの帰還に際して、アエティウスは皇帝の命によって、元老院とローマ市民による彫像が建てられる栄誉に浴した。これはおそらく桂冠詩人フラウィウス・メロバウデス (en) による演説の際のことであろう。
443年、アエティウスはブルグント族の残余をレマン湖南方のサヴォイアに定住させた。440年代における彼の最大の関心事は、ガリアとイベリアにおけるバガウダエであった。彼は現在のブルターニュ半島周辺における反乱を抑え込むためにヴァランスとオルレアンにアラン族を定住させた。
447年または448年に、アルモリカに定住したアラン族が問題を引き起こした。クローディオ (en) に率いられたフランク族によって、ガリア・ベルギカのアラス近郊への攻撃が行われ、続いてトゥール近くで戦闘が行われたのはこの時期である。侵略者はウィクス・ヘレナ近くの渡河地点周辺での戦闘で食い止められた。この戦いにおいてアエティウスは作戦を指揮した。なお、この戦闘ではマヨリアヌス（後の西ローマ皇帝）が騎兵を率いて戦っている。450年にアエティウスは有利な条件でフランク族と和平を結んで帰還している。
同年フランク王が死去すると、アエティウスはこのフランク王の王子の一人が行った王位主張を支持した上で、彼を養子に迎えて、多くの贈物とともにローマ（王子は大使として派遣されていた）からフランク宮廷へと送った。一方、フランク王の長子の王子はフン族の王アッティラに援助を求めた。

### カタラウヌムの戦い

ガリア侵略におけるフン族の推定進行路

この頃までは、フン族とアエティウスは良好な関係を保っていた。アエティウスはフン王アッティラの元へ秘書官としてコンスタンティウスを送っていた。449年、アエティウスから送られていた秘書官コンスタンティウスによって金の皿が盗まれたとアッティラが怒る事件があり、アエティウスはアッティラを宥めるためにタトゥルスやロムルスら使節団を派遣した。アッティラは返礼としてムーア人の小人ツェルコを贈り、アエティウスは彼を元の主人のアスパル (en) へ返している。
弟である皇帝ウァレンティニアヌス3世に恨みを抱いた姉のホノリアが、フン王アッティラに助力を求めるため、指輪を持たせた使者を送った。アッティラはこれを「求婚」と解釈し、ウァレンティニアヌス帝に西ローマ帝国の半分を持参金として要求した。ウァレンティニアヌス帝はこの求婚を不法とする返答をしたが、アッティラはこの求婚を口実に、従属部族を動員して西ローマ帝国侵略を開始した。
451年にアッティラがガリアへ侵攻をした時のローマ帝国のガリア軍司令官はアエティウスだった。フン族の大軍は幾つかの都市を攻略しつつオルレアンへ進軍した。この時、同地に定住するアラン族はアッティラ側へ寝返る用意をしていた。
アエティウスは有力なガロ＝ローマ人である元老院議員のアウィトゥスの助けを受けて、西ゴート王テオドリクス1世に外敵の脅威に対抗するために参戦するよう説得した。アエティウスはまたアラン王サンギバン (en) の軍勢が、アッティラ率いるフン族へ合流するのを妨害することに成功した。そして、ローマ＝西ゴート連合軍は、フン族の包囲下にあるオルレアン救援へ向かい、包囲を放棄させて平野部へと退却させた。
6月20日、アエティウスとテオドリクスはカタラウヌムの戦いでアッティラとその同盟部族に打ち勝った。この戦いでテオドリクスは戦死し、アエティウスはテオドリクスの王子トリスムンドに、王位を確保するため直ちにトゥールーズ（西ゴート王国の首都）へと帰還するように勧めた。この為、アエティウスは戦利品を独り占めしたと言われた。
帰還したアッティラは452年に、再びホノリアとの結婚を主張した。アエティウスはイタリアへの進攻路であるアルプスの通過を防ぐための必要な手立てを取っていなかったので、アッティラはイタリアに侵入して多くの都市を略奪しはじめた。アクイレイアは完全に破壊され、それ以外の諸都市もフン族が通過した後には何物も残らなかった。ウァレンティニアヌス帝はラヴェンナを捨ててローマへと逃れた。この時のアエティウスには戦うべき戦力を欠いていた。アッティラはポー川で停止し、ここで彼は地方総督トリゲティウス（Trigetius）、元執政官アヴィエヌス（Aviennus）そして教皇レオ1世の使節と会見した。この会見の後、アッティラはホノリアも彼が望んだ領土も得ることなく軍を返した。翌453年、アッティラは自らの婚儀の祝宴の夜に急死した。

### 暗殺
453年にアエティウスの息子ガウデンティウスと皇帝ウァレンティニアヌス3世の皇女プラチーディアが婚約していたものの、ウァレンティニアヌス帝は、過去に僭称者ヨハンネスを支持して敵対していたアエティウスが、実は自分の息子を帝位につけることを欲していると信じ、脅威に感じていた。故に元老院議員ペトロニウス・マクシムスと侍従ヘラクリウスは、皇帝をアエティウス暗殺計画に引き入れることができた。454年9月21日、ラヴェンナの宮廷で財務報告を行っていたアエティウスはウァレンティニアヌス帝自身の手によって殺された。

## 死後
アエティウスを自身の手で殺した皇帝に対してある元老院議員は「私は陛下のご意思やお怒りについては何も存じません。ただ、私は貴方がご自身の左手でご自身の右手を切り落としたことは知っています」と言ったとされる。
事をなしたマクシムスは、アエティウスが就いていたパトリキの地位が自分に与えられることを期待していたが、ヘラクリウスによって妨害された。復讐のためにマクシムスは、アエティウスの二人のフン族の友人オプティラ（Optila）とトラウスティラ（Thraustila）とともに、今度はウァレンティニアヌス帝とヘラクリウスの暗殺を企てた。455年3月16日、弓射訓練の閲兵のために聖ジョバンニ・イン・ラテラノ教会前の広場で下馬したウァレンティニアヌス帝をオプティラが刺した。驚いた皇帝が刺した者の顔を見ようとしたところでオプティラに止めを刺された。その一方で、もう一人のアエティウスの友人であるトラウスティラは、ヘラクリウスを殺害した。その場にいた兵士たちはアエティウスの旧部下たちだったので、皇帝を助けようとする者は誰もいなかった。
アエティウスとウァレンティニアヌス帝の死により、ホノリウス帝の代から常に蛮族に対して劣勢だった西ローマ帝国の勢力はさらに衰退、マヨリアヌス帝、アンテミウス帝が蛮族に対して攻勢に出るがいずれも敗北し、両皇帝共に非業の死を遂げた。その後、西ローマ皇帝は蛮族出身の人物の傀儡と化した。そして、476年のロムルス・アウグストゥルスの廃位、480年のユリウス・ネポスの暗殺を迎え、西ローマ帝国はアエティウスの死から30年も経たずに滅亡したのである。